# Mark Cendrowski
Mark Michael Cendrowski (ur. 5 sierpnia 1959 w Detroit) – amerykański reżyser telewizyjny.

## Kariera
Pochodzi z rodziny o polskich korzeniach. Ukończył studia na University of Michigan, w 1989 rozpoczął pracę jako scenograf i asystent reżysera. Od 1998 reżyseruje popularne komediowe seriale telewizyjne, z których pierwszą realizacją były trzy odcinki sitcomu dla młodzieży „Sabrina, nastoletnia czarownica” (ang. Sabrina, the Teenage Witch). Następnie po wyreżyserowaniu trzech odcinków serialu „Diabli nadali” (ang. The King of Queens) rozpoczął pracę nad trzysiestopięcioodcinkowym serialem „Tak, kochanie” (ang. Yes, Dear) i dwunastoodcinkowym „Byle do przodu” (ang. Still Standing). W latach 2007-2019 jest reżyserem serialu „Teoria wielkiego podrywu” (ang. The Big Bang Theory), równocześnie sporadycznie angażuje się w reżyserię innych seriali. Był reżyserem 4 odcinków serialu „Młody Sheldon” (ang. Young Sheldon) w latach 2017-2019.
Podczas 66. ceremonii wręczenia nagród Gildii Amerykańskich Reżyserów był nominowany za odcinek pt.: „The Hofstadter Insufficiency” („Teoria wielkiego podrywu”).

## Filmografia
- 1998−2002: „Sabrina, nastoletnia czarownica” (ang. Sabrina, the Teenage Witch) /3 odcinki/;
- 1998-1999: „Inny w klasie” (ang. Smart Guy) /4 odcinki/;
- 1999−2005: „Diabli nadali” (ang.  The King of Queens) /3 odcinki/;
- 2000−2005: „Tak, kochanie” (ang. Yes, Dear) /35 odcinków/;
- 2001-2002: „Jak dwie krople wody (ang. So Little Time) /4 odcinki/;
- 2002-2005: „Jim wie lepiej” (ang. According to Jim) /24 odcinki/;
- 2004−2006: „Byle do przodu” (ang. Still Standing) /12 odcinków/;
- 2005−2006: „Po dyżurze” (ang. Out of Practice) /4 odcinki/;
- 2006: „Happy hour” /13 odcinków/;
- 2007: „Hannah Montana” /2 odcinki/;
- 2007−2009: „Czarodzieje z Waverly Place” (ang. Wizards of Waverly Place) /8 odcinków/;
- 2007−2012: „Sposób użycia” (ang. Rules of Engagement) /6 odcinków/;
- od 2007: „Teoria wielkiego podrywu” (ang. The Big Bang Theory);
- 2008: „Cory w Białym Domu” (ang. Cory in the House) /4 odcinki/;
- 2010: „Suite Life: Nie ma to jak statek” (ang. The Suite Life on Deck) /2 odcinki/;
- 2011: „Mad Love” /1 odcinek/;
- 2011: „Nadzdolni” (ang. A.N.T. Farm) /1 odcinek/;
- 2012: „Męska robota” (ang. Men at Work) /7 odcinków/;
- 2012: „Rob” /1 odcinek/;
- 2012: „Mega przygody Bucketa i Skinnera” (ang. Bucket & Skinner's Epic Adventures) /1 odcinek/;
- 2013−2014: „Ojcowie” (ang. Dads) /6 odcinków/;
- 2015: „Dr Ken” /2 odcinki/;
- 2015: „The Carmichael Show” /1 odcinek/;
- od 2015: „Dziwna para (ang. Odd Couple);
- 2016: „Pełniejsza chata” /2 odcinki/.
- 2017-2019: „Młody Sheldon” (Young Sheldon) /4 odcinki/ - A Tummy Ache and a Whale of a Metaphor (2019)  - A Rival Prodigy and Sir Isaac Neutron (2018)  - Dolomite, Apple Slices, and a Mystery Woman (2018)  - A Brisket, Voodoo, and Cannonball Run (2017)